# モルトケ (巡洋戦艦)
| ニューヨークで 1912年 |                    |
| 艦歴                  |                    |
| 発注:                 |                    |
| 起工:                 | 1908年12月         |
| 進水:                 | 1910年4月7日       |
| 就役:                 | 1911年9月30日      |
| 退役:                 |                    |
| その後:               | 1919年6月21日自沈  |
| 除籍:                 |                    |
| 性能諸元              |                    |
| 排水量:               | 25,000 t           |
| 全長:                 | 186.6 m            |
| 全幅:                 | 30 m               |
| 吃水:                 | 9.2 m              |
| 機関:                 |                    |
| 最大速:               | 28ノット (52 km/h) |
| 兵員:                 | 1,053名            |
| 兵装:                 |                    |

モルトケ（SMS Moltke）はドイツ帝国海軍のモルトケ級巡洋戦艦。ハンブルクのブローム・ウント・フォス社で建造された。艦名は19世紀のドイツの将軍ヘルムート・カール・ベルンハルト・フォン・モルトケにちなむ。

## 艦歴
1908年12月起工。1910年4月7日に進水。進水式ではヘルムート・ヨハン・ルートヴィヒ・フォン・モルトケが、叔父の名を冠せられた艦に洗礼を施した。1911年9月30日に就役し、ローンに代わって旗艦任務に就く。
モルトケはドイツの主力艦で唯一アメリカを訪れたことがある艦である。1912年5月11日、モルトケは軽巡洋艦シュテッティンとブレーメンを伴ってキールを出発し、5月30日にヴァージニア州のハンプトンローズに着いた。2週間東海岸を巡り、6月24日にキールに戻った。
1914年11月3日、ヤーマス襲撃に参加。
1915年1月24日、ドッガー・バンク海戦に参加。8月リガ湾攻略支援のため出撃し、19日にイギリス潜水艦「E1」の雷撃を受け損傷。
1916年5月31日、6月1日ユトランド沖海戦に参加。イギリス巡洋戦艦「タイガー」に9発の命中弾を与えたが4発の命中弾を受けた。
1918年4月24日プロペラ1つを失い、さらに潜水艦「E42」の雷撃を受けた。しかし、無事港までたどり着くことができた。第一次世界大戦の休戦後スカパ・フローに抑留され、1919年6月21日に自沈した。1927年、引き上げられ解体された。